# Pjotr Ivanovič Ivelič
Grof Pjotr Ivanovič Ivelič (rusko Пётр Иванович Ивелич), ruski general srbskega rodu, * 1772, † ?.
Bil je eden izmed pomembnejših generalov, ki so se borili med Napoleonovo invazijo na Rusijo; posledično je bil njegov portret dodan v Vojaško galerijo Zimskega dvorca.

## Življenje
5. junija 1788 je prestopil iz beneške vojske v ruski Našeburski pehotni polk. V treh mesecih je bil povišan v stotnika. Nato je bil premeščen v Finski lovski korpus in leta 1793 v Širvanski pehotni polk. 17. januarja 1799 je bil povišan v majorja in postal poveljnik Širvanskega mušketirskega polka. 22. aprila 1799 je bil povišan v podpolkovnika. 
Sodeloval je v bojih s Turki in bil 10. avgusta 1800 povišan v polkovnika. Leta 1805 je sodeloval v bojih proti Francozom in Prusiji leta 1807. 24. avgusta 1806 je postal poveljnik Brestnega mušketirskega polka. Z njim je sodeloval v bojih proti Švedom (1808-09); zaradi zaslug je bil 18. oktobra 1808 povišan v generalmajorja.
Sodeloval je v bitkah velike patriotske vojne. Med majem 1813 in februarjem 1815 je bil na zdravniškem okrevanju. Leta 1815 je postal brigadni poveljnik v 17. pehotni diviziji.
5. decembra 1816 je bil upokojen zaradi zdravstvenih razlogov.